# Grabówka (Pogórze Dynowskie)
Grabówka – częściowo zalesiony szczyt na Pogórzu Dynowskim o wysokości 531 m n.p.m., najwyższa kulminacja Pasma Grabówki pomiędzy wsiami  Grabówka, Raczkowa, Końskie i Krzywe.